# El Tule
El Tule é um município do estado de Chihuahua, no México.